# 石井逸太郎
石井 逸太郎（いしい いつたろう 1889年-1955年）は、日本の地質学者、教育者。

## 経歴
熊本県生まれ。東京帝国大学卒業後、1925年に旧制富山高校に赴任する。
富山では、恩師である山崎直方が発見した立山の山崎カール（石井が命名）の調査を続け、1943年に発表した論文「立山連峰の氷河作用‐特に山崎圏谷に就いて」により、1945年に氷河地形としては初めて国の天然記念物に指定させる契機を作った。1947年、富山市立芝園中学校の初代校長に就任。また、同年行われた昭和天皇の北陸巡幸の際には進講役を務めた。
1955年8月、立山剱沢の調査を行っている最中、誤ってクレバスから滝へ転落して死亡。同年11月、功績を評価されて富山県文化賞文化特別感謝状を授与された。